# Teucholabis (Teucholabis) duidensis
Teucholabis (Teucholabis) duidensis is een tweevleugelige uit de familie steltmuggen (Limoniidae). De soort komt voor in het Neotropisch gebied.